# Elgin—Middlesex—London
Pour les articles homonymes, voir Elgin, Middlesex et London.
Pour la circonscription provinciale, voir Elgin—Middlesex—London  (circonscription provinciale).
Circonscription électorale fédérale du Canada
Elgin—Middlesex—London est une ancienne circonscription électorale fédérale en Ontario.

## Géographie
La circonscription est située dans le sud de l'Ontario, située sur les rives du lac Érié. Les entités municipales formant la circonscription sont London, St. Thomas, Thames Centre, Central Elgin, Malahide, Aylmer, Bayham, West Elgin, Southwold et Dutton/Dunwich.
Les circonscriptions limitrophes sont Chatham-Kent—Leamington, Haldimand—Norfolk, London—Fanshawe, London-Ouest, Lambton—Kent—Middlesex, Oxford et Perth—Wellington.

## Historique
La circonscription d'Elgin—Middlesex—London est créée en 1996 avec des parties d'Elgin—Norfolk, Lambton—Middlesex et de London—Middlesex.
À la suite du découpage de la carte électorale de 2022, la circonscription est abolie dans deux nouvelles circonscriptions soit Elgin—St. Thomas—London-Sud et Middlesex—London.

## Députés
| Législature                                                                         | Années    | Député        | Parti | Parti        |
| ----------------------------------------------------------------------------------- | --------- | ------------- | ----- | ------------ |
| Elgin—Middlesex—London issue d'Elgin—Norfolk, Lambton—Middlesex et London—Middlesex |           |               |       |              |
| 36e                                                                                 | 1997–2000 | Gar Knutson   |       | Libéral      |
| 37e                                                                                 | 2000–2004 | Gar Knutson   |       | Libéral      |
| 38e                                                                                 | 2004–2006 | Joe Preston   |       | Conservateur |
| 39e                                                                                 | 2006–2008 | Joe Preston   |       | Conservateur |
| 40e                                                                                 | 2008–2011 | Joe Preston   |       | Conservateur |
| 41e                                                                                 | 2011–2015 | Joe Preston   |       | Conservateur |
| 42e                                                                                 | 2015–2019 | Karen Vecchio |       | Conservateur |
| 43e                                                                                 | 2019–2021 | Karen Vecchio |       | Conservateur |
| 44e                                                                                 | 2021–2025 | Karen Vecchio |       | Conservateur |
| dissoute dans Elgin—St. Thomas—London-Sud et Middlesex—London                       |           |               |       |              |

## Résultats électoraux
|       | Candidat             | Parti             | # de voix | % des voix |
|       | Karen Louise Vecchio | Conservateur      | +28 023,  | 49,22 %    |
|       | Lori Baldwin-Sands   | Libéral           | +17 642,  | 30,99 %    |
|       | Fred Sinclair        | NPD               | +08 771,  | 15,41 %    |
|       | Bronagh Joyce Morgan | Vert              | +01 783,  | 3,13 %     |
|       | Lou Bernardi         | Rhinocéros        | +00185,   | 0,32 %     |
|       | Michael Hopkins      | Héritage chrétien | +00529,   | 0,93 %     |
| Total | Total                | Total             | 56 933    | 100 %      |

|       | Candidat        | Parti             | # de voix | % des voix |
|       | (x) Joe Preston | Conservateur      | +29 147,  | 57,55 %    |
|       | Graham Warwick  | Libéral           | +06 812,  | 13,45 %    |
|       | Fred Sinclair   | NPD               | +12 439,  | 24,56 %    |
|       | John Fisher     | Vert              | +01 529,  | 3,02 %     |
|       | Carl Hiemstra   | Héritage          | +00582,   | 1,15 %     |
|       | Will Arlow      | Action canadienne | +00140,   | 0,28 %     |
| Total | Total           | Total             | 50 649    | 100 %      |

|       | Candidat           | Parti             | # de voix | % des voix |
|       | (x) Joe Preston    | Conservateur      | +22 970,  | 48,39 %    |
|       | Suzanne van Bommel | Libéral           | +11 169,  | 23,53 %    |
|       | Ryan Dolby         | NPD               | +09 135,  | 19,24 %    |
|       | Noel Burgon        | Vert              | +03 241,  | 6,83 %     |
|       | Carl Hiemstra      | Héritage          | +00619,   | 1,3 %      |
|       | Will Arlow         | Action canadienne | +00096,   | 0,2 %      |
|       | Michael van Holst  | Indépendant       | +00243,   | 0,51 %     |
| Total | Total              | Total             | 47 473    | 100 %      |